# Museu de São Raimundo
Museu de São Raimundo (em francês: Musée Saint-Raymond) é o museu arqueológico de Toulouse, inaugurado em 1892. O local era originalmente uma necrópole e, em construções posteriores, foi um hospital para pobres e peregrinos, prisão, residência estudantil, estábulos, quartéis e presbitério, tornando-se eventualmente um museu em 1891. Está instalado no antigo colégio universitário São Raimundo do século XVI 

## História da construção
Originalmente, uma necrópole cristã datada do século IV estava situada aqui e se estendia dos dois lados da estrada romana próxima da Basílica de Saint-Sernin.
Entre 1075-1080, no local do atual edifício funcionou um hospital para pobres e peregrinos que percorriam o Caminhos de Santiago pelo Caminho Francês de Arles via Toulouse, fundado por Raymond Gayrard e financiado pelo Conde de Toulouse. No  século XIII, na época em que a Universidade de Toulouse foi criada, a casa havia sido adquirida pelo inquisidor Bernard de Caux, que a utilizava como prisão para hereges. Em 1249 o inquisidor ofereceu a casa ao abade de Saint-Sernin em agradecimento por seus serviços em defesa da fé, especificando que o Colégio de Saint-Raymond deveria ser reservado para estudantes pobres, como registrado em um ato de 1250. O colégio continuou nesse propósito até a Revolução Francesa.
Depois de um grande incêndio, no fim do  século XIII, Martin de Santo André, bispo de Carcassona, oreconstruiu no mesmo local. O edifício atual, datado de 1523, foi obra do pedreiro Louis Privat, que mais tarde construiria o Hôtel de Bernuy para um rico comerciante de pastel, Jean de Bernuy. Entre 1868-1871, foi restaurado por Eugene Viollet-le-Duc, É um dos raros exemplos sobreviventes da arquitetura universitária de Toulouse do fim da Idade Média.